# قوچ شرقی
قوچ شرقی (نام علمی: Ovis aries orientalis) گونه‌ای گوسفند است که در گوسفندیان قرار دارد. این گونه وحشی به نظر می‌رسد یکی از نیاکان گوسفند امروزی است.

## ظاهر
قوچ شرقی دارای پشم قرمز-قهوه‌ای و کوتاه با خطوط و نوارهای سیاه در پشت است. بر روی کمر این گونه یک لکه یا پهنه به رنگ روشن موجود است. جنس نر و ماده شاخ دارند ولی نمونه‌های بدون شاخ ماده هم دیده شده‌است. در جنس نر، تقریباً شاخ به شکل یک منحنی و چرخش کامل هست (درازا: بیشینه تا ۸۵ سانتی‌متر). پهنای کتف گوسفند وحشی تا ۹۰ سانتی‌متر می‌رسد. وزن جنس نر حدود ۵۰ و ماده ۳۵ کیلوگرم می‌باشد.